# سرة عنقودية
سرة عنقودية (الاسم العلمي:Umbilicus botryoides) هي نوع من النباتات يتبع جنس السرة من الفصيلة الكرسولية.